# Latirka, Voloveț
Latirka (în ucraineană Латірка) este un sat în comuna Bilasovîțea din raionul Voloveț, regiunea Transcarpatia, Ucraina.

## Demografie
Componența lingvistică a localității Latirka
     Ucraineană (100%)
Conform recensământului din 2001, toată populația localității Latirka era vorbitoare de ucraineană (100%).